# محوطه ۵۴ بررسیهای منطقه قمرود
محوطه ۵۴ بررسیهای منطقه قمرود در شهرستان قم، بخش مرکزی، منطقه یک البرز واقع شده و این اثر در تاریخ ۱۹ اسفند ۱۳۸۰ با شمارهٔ ثبت ۴۸۵۴ به‌عنوان یکی از آثار ملی ایران به ثبت رسیده است.